# Abaschidse (Adelsgeschlecht)

Wappen der Familie Abaschidse

Wappen der Familie Abaschidse-Gorlenko

Abaschidse (georgisch აბაშიძე) ist eine georgische Adelsfamilie und ein ehemaliges Fürstenhaus. Sie tauchte erstmals im 15. Jahrhundert auf und gewann Ende des 17. Jahrhunderts im westgeorgischen Königreich Imeretien an Bedeutung. Auch in den ostgeorgischen Königreichen Kachetien und Kartlien sowie in der südwestlichen, von den Osmanen besetzten Region Adscharien entwickelten sich Linien. Nach der Angliederung Georgiens an Russland wurde die Familie durch ein Zarendekret von 1825 als Knes Abaschidse (russisch Абашидзе) bestätigt.

## Geschichte
Die Abschidse-Familie ging möglicherweise aus dem mittelalterlichen georgischen Adelshaus Liparitid-Orbeliani hervor. Laut Familienlegende soll sie allerdings von einem abessinischen Offizier namens Abaschi abstammen, der im 8. Jahrhundert Marwan ibn Muhammads arabische Armee nach Georgien begleitete. Abaschi blieb in Georgien und wurde geadelt, als er den georgischen Kronprinz vor einem Wolf rettete.
Die ersten Aufzeichnungen über die Abaschidse stammen vom Ende des 15. Jahrhunderts. In den 1540er Jahren war die Familie bereits im Besitz eines beträchtlichen Lehens im östlichen Teil des Königreichs Imeretien, welches den Namen Saabaschidseo (georgisch სააბაშიძეო, „[das Land] der Abaschidse“) trug.
Den Höhepunkt ihrer Macht erreichte die Familie um 1800, als sie im Besitz von 78 Dörfern, mehreren Schlössern, Burgen, Kirchen und Klöstern sowie 1.500 leibeigenen Haushalten war. Prinz Georg-Malakia Abaschidse war nicht nur der mächtigste Vasall der imeretischen Krone, sondern agierte auch als Königsmacher und war von 1702 bis 1707 de facto selbst König. Eine Linie in Ostgeorgien bildete sich, als Erekle II., König von Kartlien und Kachetien, 1774 seinem Schwiegervater Prinz Saal Abaschidse und seinen männlichen Nachkommen Güter in Kachetien bewilligte. Eine Linie etablierte sich auch in Kartlien in der Person von Vachuschti Abaschidse. Etwas früher im 18. Jahrhundert lief ein Vertreter der imeretischen Linie zur osmanischen Regierung über und zog nach Batumi, wo seine Nachkommen das Amt des Sandschakbey innehatten. 
Die Angliederung von Imeretien an Russland 1810 beendete das Fürstentum von Saabaschidseo. Fortan wurde die Familie mit anderen Adelsfamilien des Russischen Kaiserreichs gleichgestellt, jedoch am 20. September 1825 wieder als fürstlich anerkannt. Am 29. Juli 1876 wurde Fürst Simon Abaschidse (1837–1891) das Recht zuerkannt, den Namen und das Wappen seines Schwiegervaters, des späten ukrainischen Adligen Semena Dawydowitscha Gorlenko für sich und seine männlichen Nachkommen anzunehmen (Abaschidse-Gorlenko, russisch Абашидзе-Горленко), allerdings verstarb dieser ohne männliche Erben.
Die Familie hat bis ins 21. Jahrhundert überlebt und einige angesehene Politiker, Schriftsteller und weitere Personen des öffentlichen Lebens hervorgebracht.